# Базовський Володимир Миколайович
Володимир Миколайович Базовський (нар. 28 липня 1917, місто Новозибків, тепер Брянської області, Російська Федерація — 4 травня 1993, місто Москва) — радянський діяч, дипломат, 1-й секретар Новгородського обласного комітету КПРС, начальник Головного управління державного митного контролю при РМ СРСР. Кандидат у члени ЦК КПРС у 1961—1976 роках. Член ЦК КПРС у 1976—1990 роках. Депутат Верховної Ради СРСР 6—8-го скликань.

## Життєпис
Народився в родині робітника. Трудову діяльність розпочав у 1932 році слюсарем сірникової фабрики в місті Новозибкові.
У 1936 році закінчив Борисовський індустріальний технікум. З 1936 року — технік-конструктор на сірниковій фабриці.
У 1941—1946 роках — у Червоній армії, учасник німецько-радянської війни. Служив інструктором з обліку партійно-комсомольських документів політичного відділу 44-ї стрілецької Чудовської дивізії 3-го Прибалтійського фронту.
Член ВКП(б) з 1942 року.
У 1946—1960 роках — інструктор, секретар районного комітету ВЛКСМ міста Ленінграда; завідувач відділу, 1-й секретар Фрунзенського районного комітету КПРС міста Ленінграда, інспектор Ленінградського міського комітету КПРС.
У 1947 році закінчив Ленінградський інститут холодильної промисловості.
У 1960 — квітні 1961 року — інспектор, завідувач сектора відділу ЦК КПРС.
11 квітня 1961 — 4 травня 1972 року — 1-й секретар Новгородського обласного комітету КПРС.
4 травня 1972 — 8 травня 1979 року — Надзвичайний і Повноважний Посол СРСР у Народній Республіці Болгарії.
У березні 1979 — січні 1982 року — 1-й заступник завідувача відділу ЦК КПРС по роботі із закордонними кадрами та виїздів за кордон.
18 січня 1982 — 19 липня 1985 року — Надзвичайний і Повноважний Посол СРСР в Угорській Народній Республіці.
У липні 1985 — квітні 1986 року — заступник завідувача відділу ЦК КПРС по роботі із закордонними кадрами та виїздів за кордон.
15 квітня 1986 — 16 червня 1989 року — начальник Головного управління державного митного контролю при Раді міністрів СРСР.
З червня 1989 року — на пенсії в місті Москві. Похований на Троєкурівському цвинтарі.

## Нагороди і звання
- два ордени Леніна
- орден Жовтневої Революції (1987)
- два ордени Трудового Червоного Прапора
- два ордени «Знак Пошани»
- орден Вітчизняної війни ІІ ст. (6.04.1985)
- орден Червоної Зірки (14.07.1944)
- орден Дружби і Миру (Угорщина)
- Димитровська Нагорода (Болгарія)
- медаль «За оборону Ленінграда»
- медалі
- Надзвичайний і Повноважний Посол (1972)
- Дійсний державний радник митної служби (17.12.1986)